# Aliança dos Movimentos Nacionais Europeus
A Aliança dos Movimentos Nacionais Europeus, ou simplesmente AMNE, era um partido político europeu nacionalista formado em 24 de Outubro de 2009 por um grupo de partidos políticos nacionalistas de países-membros da União Europeia. Os membros-fundadores da Aliança foram o partido húngaro Jobbik — a cujos responsáveis se atribui a iniciativa —, o francês Front National, a Fiamma Tricolore italiana, o Nationaldemokraterna da Suécia e o National Front belga. Mais tarde afiliar-se-iam outros partidos nacionalistas europeus, nomeadamente o Partido Nacional Renovador, de Portugal.
A princípios de 2012, a AMNE foi oficialmente reconhecida pelo Parlamento Europeu como um europartido. Isto garante à organização a uma parcela dos recursos financeiros destinados à categoria, bem como o direito a concorrer diretamente contra outros blocos políticos pan-europeus, como o Partido Popular Europeu e o Partido Verde Europeu. O acontecimento fez-se notar por se tratar da primeira vez que uma associação de partidos nacionalistas é agraciada com tal status.
O antigo dirigente do Jobbik, Béla Kovács, é o atual presidente da aliança.

## Membros

### Partidos membros
| País        | Partidos                     | D.Nacionais | D.Europeus | Status            |
| ----------- | ---------------------------- | ----------- | ---------- | ----------------- |
| Bulgária    | Partido Nacional Democrático | 0 / 240     | 0 / 17     | Extra-parlamentar |
| Espanha     | Movimento Social Republicano | 0 / 350     | 0 / 54     | Extra-parlamentar |
| Finlândia   | Frente Azul e Branca         | 0 / 200     | 0 / 13     | Extra-parlamentar |
| Itália      | Chama Tricolor               | 0 / 630     | 0 / 73     | Extra-parlamentar |
| Portugal    | Ergue-te                     | 0 / 230     | 0 / 21     | Extra-parlamentar |
| Reino Unido | Partido Nacional Britânico   | 0 / 650     | 0 / 73     | Extra-parlamentar |